# Panningia fastigata
Panningia fastigata is een zeekomkommer uit de familie Cucumariidae.
De wetenschappelijke naam van de soort werd in 1965 gepubliceerd door Gustave Cherbonnier.